# Miroslav Cerar
Miroslav Cerar (* 28. října 1939 Lublaň) je bývalý slovinský gymnasta, který se jako reprezentant Jugoslávie stal dvojnásobným olympijským vítězem v disciplíně kůň našíř.
V reprezentaci debutoval roku 1958, kdy získal na mistrovství světa bronzovou medaili na koni našíř. Ve víceboji zaujal na olympiádě 8. místo v roce 1960, 7. místo v roce 1964 a 9. místo v roce 1968. Na olympiádě 1964 vyhrál soutěž v koni našíř a byl třetí na hrazdě, v roce 1968 obhájil olympijské zlato v koni našíř. S jugoslávským družstvem byl devátý v roce 1960, jedenáctý v roce 1964 a šestý v roce 1968. Stal se čtyřnásobným mistrem světa: v letech 1962, 1966 a 1970 v koni našíř a v roce 1962 také na bradlech. Na mistrovství Evropy ve sportovní gymnastice vyhrál v letech 1961 a 1963 víceboj, 1961, 1963 a 1969 koně našíř, 1961 a 1963 kruhy a 1961, 1963 a 1965 bradla. Vyhrál anketu deníku Sportske novosti o nejlepšího jugoslávského sportovce v letech 1961, 1962, 1963, 1964, 1966, 1968, 1969 a 1970, v letech 1968 a 1970 byl také nejlepším sportovcem Slovinska. V roce 1999 byl jmenován do Mezinárodní gymnastické síně slávy.
Po ukončení závodní kariéry vystudoval práva a pracoval jako advokát. Jeho manželka Zdenka Cerarová byla slovinskou ministryní spravedlnosti. Jejich syn Miro Cerar byl profesorem na právnické fakultě Univerzity v Lublani, v roce 2014 založil Stranu Mira Cerara, s níž vyhrál parlamentní volby a stal se předsedou vlády.